# Giulio-Enrico Pisani
Pour les articles homonymes, voir Pisani.
Giulio-Enrico Pisani, né le 12 novembre 1943 à Rome, est un écrivain luxembourgeois d'origine italienne, décédé le 13 mai 2025 à Luxembourg.

## Biographie
Giulio-Enrico Pisani est né le 12 novembre 1943 à Rome de parents toscans issus tous deux de grandes familles marbrières. La faillite de l’une, l’atomisation de l’héritage de l’autre et la prodigalité de son père, laisse ses parents sur la paille[réf. nécessaire]. En 1951 ceux-ci se séparent et sa mère émigre en Suisse allemande avec sa sœur Béatrice et lui-même, puis en Belgique, où les deux enfants fréquentent l’école allemande de Bruxelles. 
Après une longue maladie rénale, Giulio-Enrico poursuit son lycée en français à l’Institut Saint Boniface. Déjà durant le lycée, il fréquente divers groupes artistiques et littéraires. C’est à Bruxelles qu’il fait ses premières armes au théâtre en écrivant diverses pièces, dont une comédie et plusieurs sketches seront représentés au Théâtre des Trois Coups. Mais après le bac il cède au « primum vivere deinde philosophari », fait un stage commercial de 18 mois en Allemagne, puis s’établit en 1964 au Luxembourg. Employé à l'ARBED (FinARBED, puis Usine de Schifflange), il est naturalisé luxembourgeois en 1978 et sera transféré à TradeARBED Luxembourg. Devenu sales manager et chef de bureau adjoint, il est préretraité le 1er janvier 2000. 
Marié avec Claudine Wilwert depuis 1972 et père de deux enfants, cet autodidacte ne revient sur la scène littéraire (cette fois luxembourgeoise) qu’au début des années 1990 après avoir étudié un an histoire à l'université de Metz et trois ans par correspondance en Belles-lettres allemande.

## Œuvres

### Biographie
- Charles Marx. Un héros luxembourgeois., éditions Zeitung vum Lëtzebuerger Vollek, Esch-Alzette, 2007, 250 pages.

### Théâtre
Création au théâtre des Trois Coups, Bruxelles, troupe Jeune Tréteau, mise en scène de Christian Wauters
- 28 octobre 1962 : Sogesout, comédie en 1 acte, ensemble avec des pièces d'Alphonse Allais.
- 31 décembre 1962 : Politique Hai, sketches en collaboration avec J. Joset, Richard, R. Zone.
- 3 juillet 2011 : Le Remplaçant, comédie en 1 acte. Création au CNL, Mersch, dans le cadre de la 6e foire du théâtre européen.

### Romans
- 1994 : Der flug des bussards, roman historique, 480 pages, édit. Op der lay
- 2000 : Ridi Bajazzo ou le chasseur fou, roman de mœurs, 170 p., édit Stan Tepede
- 2004 : Portes d’arrêt, roman philosophique noir, 132 pages, édit. Op der lay
- 2007 : .R. 2057, roman de politique-fiction, 150 pages, édit. Joseph Ouakine
- 2021 : 'Voleurs de Liberté', roman social-fantastique,162 pages, édit. Kremart

### Poésie
- 1996 : Amours d'un soir fin septembre, 102 p. recueil, édit. Schortgen galerie
- 1999 : Amour, humour, fantasmes & (r)appels, 98 p. recueil, Edit. Stan Tepede (rééd. 2002)
- 2002 : Talibans dans le recueil À 7 voix, édit. Phi
- 2008 : 1941-2007 : 66 ans de maquis, dans Cahiers de Poésie 13, Edit. Joseph Ouaknine
- 2014 : La nuit est un autre jour, 96 p. recueil, édit. Op der lay
- 2016 : Claudine, 84 p. recueil, édit. Schortgen
- 2020 : Mes nuits sont plus folles que mes jours,82 p, recueil, édit. Phi

### Contes - nouvelles
- 2003 : Le rêve américain (Hans-Bernhard-Schiff-Literatursonderpreis 2003) Conte Verlag Saarbrücken, Sammelband
- 2005 : Vie, où est ta victoire (Hans-Bernhard-Schiff-Literatursonderpreis 2005) Conte Verlag Saarbrücken, Sammelband
- 2007 : Raconter l'Europe (Grundtvig-Socrates UE), Édit. APA. Bel. Brochure collective

### Essais
- 1999 : Entretien de Jostein avec Jean-Marie The Plume ou… (3. prix Concours Littéraire National 98) dans recueil collectif de trois essais – Edit. Phi
- 2007 : Charles Marx, Un héros luxembourgeois, Vie et action d’un Médecin, Patriote, Résistant et Ministre à Ettelbruck, Luxembourg, Quillan (Aude) & ailleurs, 250 p., édit. Zeitung v. Lëtzebuerger Vollek
- 2009 : Nous sommes tous des migrants, essai collectif avec Anita Ahunon (Perpignan), Jalel el Gharbi (Tunis), Laurent Mignon (Ankara), Afaf Zourgani (Casablanca), préface : Mario Hirsch, postface : Nic Klecker, éditions Schortgen
- 2012 : Des passantes et des passants, Désirer, être désiré(e), essai poéticien avec Jalel El Gharbi, illustré par Carole Melmoux, 200 p, Édit. Op der lay

### Humour, satires
- 1996 : Homo dicens…, collaboration au Flautert, album
- 1997 : Contre racisme…, collaboration au Flautert, album